# Městské opevnění (Český Krumlov)
Městské opevnění v Českém Krumlově je částečně dochovaný systém středověkých hradeb ze 14. století. Dochované části jsou chráněny jako kulturní památka.

## Historie
Město Krumlov vzniklo ze dvou částí, z Latránu a z vnitřního města, které se navzájem liší jak svými počátky, tak způsobem osídlení. Stavební půdorys vnitřního města v ohybu Vltavy dokazuje, že je dílem plánovitého založení na zeleném drnu. Latrán, odvozující své jméno od latinského „ad latera castelli“ (v boku hradu) nacházející se pod hradem, má znaky postupného vzniku i dalšího růstu.
Nejstarší písemný doklad jména Krumlov se objevuje v listině ze dne 1. dubna 1253, v níž se uzavírá dohoda mezi moravským markrabětem a rakouským vévodou Otakarem, pozdějším Přemyslem Otakarem II. a pasovským biskupem Bertholdem o pasovských lenních majetcích ležících v Rakousku. Svědkem byl podepsán Witigo de Chrumbenowe, tj. Vítek I. z Krumlova. Tato prvá zmínka o Krumlově se však týká pouze krumlovského hradu. Krumlov jako sídlo se snad dá doložit až listinou z 26. srpna 1274, kterou Witigo de Crumnov prodal ves Strasan (tj. dnes zaniklé Velké Strážné) paní Kristině a jejímu synu Mikulášovi z Prahy. Český Krumlov byl již kolem roku 1300 rezidenčním městem významného šlechtického rodu a patřil k důležitým poddanským městům. Je však také jedním z nejsložitějších a vývojově nejkomplikovanějších urbanistických českých celků. To je promítnuto i v systému městského opevnění a v možnostech jeho poznání a popisu. Nejde o jeden urbanistický celek, ale o spojení tří samostatných jednotek: hradu s předhradím, Latránu s Novým Městem a vlastního města, které na sebe úzce navazují a jejichž samostatné fortifikace se také částečně časově i fyzicky překrývají. Značná část hradebních konstrukcí se již neprojevuje jako samostatná stavba, ale je obsažena v průčelních nebo vnitřních zdech domů a je omítnuta.  Velká část opevnění v době renesance a baroka zcela splynula s domovní zástavbou a v 18. a 19. století byly městské zdi z převážné části domovní zástavbou překryty. Proto také nelze v archivních pramenech o stavbě mnoho najít a informace se objevují spíše při studiu dějin domů v hradebním pásmu. Pomůckou může být v okresním archivu uložený plán města z roku 1827, pořízený téhož roku jako příloha k soupisu českokrumlovských domů. Souvislou hradební zeď nelze ve městě ale najít a doložit. Podle dochovaných částí mohla hradební zeď na jihozápadě a na východě města dosahovat výšky maximálně devět metrů. Výška zdí mohla však na základě různých okolností kolísat.

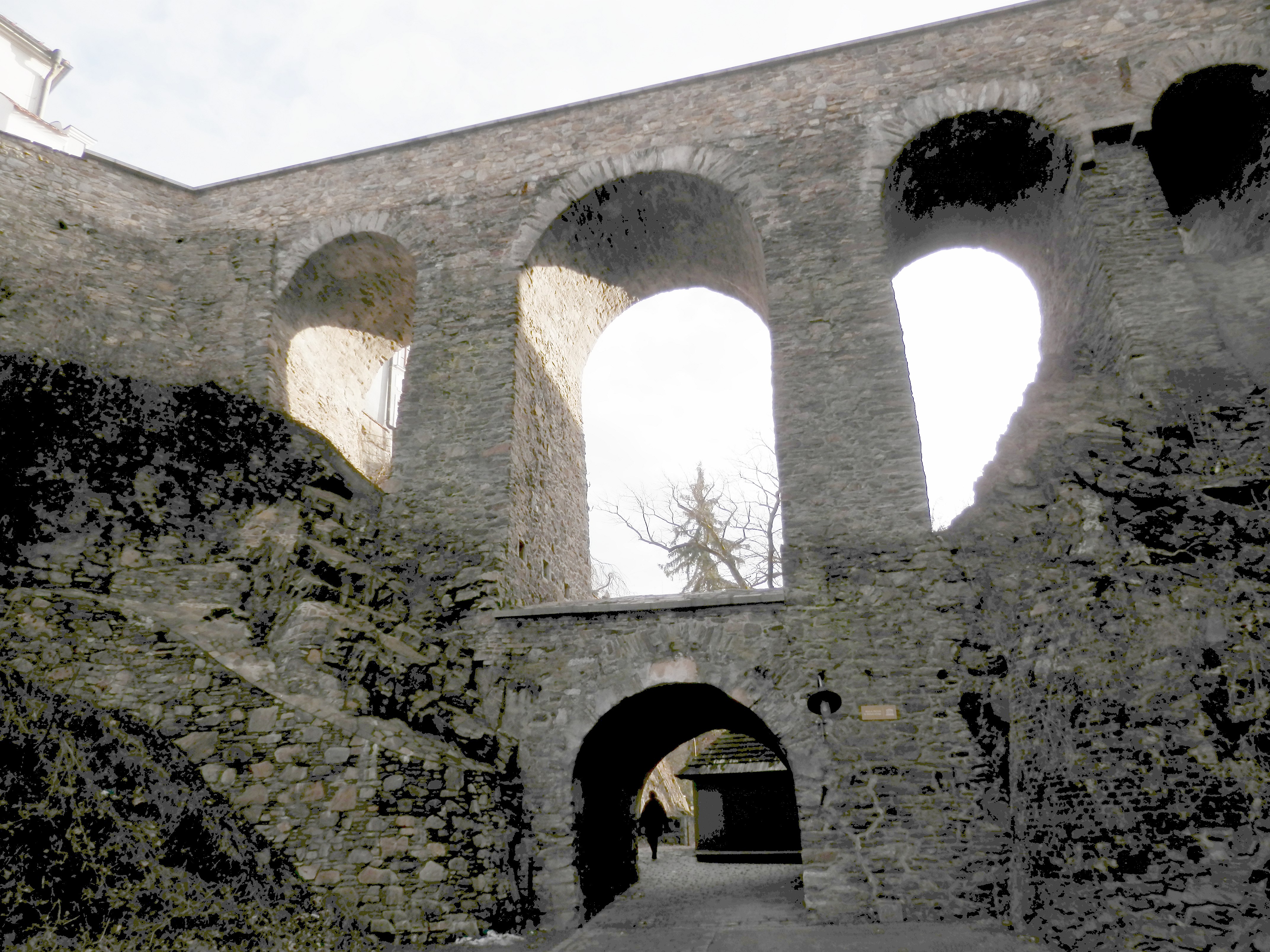
Most svatého Michala v Horní ulici

Dnes jsou jedinými spolehlivě doloženými prvky hradebního systému Novoměstská bašta a hradební věžní brány. Od středověku do poloviny 19. století bylo v Českém Krumlově devět bran: dvě latránské brány, dvě brány v Radniční ulici, dvě brány v Kájovské ulici, Horní brána, brána v Široké ulici a renesanční Budějovická brána. Různé grafické listy, kresby, plány a zprávy o zániku bran jsou uloženy ve Státním okresním archivu v Českém Krumlově.

## Městské brány

### Latránské brány
Přímé doklady stavební podoby jsou pro tzv. vnější Latránskou bránu, která byla situována mezi dnešními domy č. 78 a 80. Byla to hranolová třípatrová průjezdní věž, původně gotická brána která prošla dalším stavebním vývojem. V roce 1820 měla brána lomený vjezdový portál bez znatelných stop pro uzavírání. Zbořena byla mezi lety 1848 a 1852.. Méně informací je o druhé Latránské či Mostecké bráně, vystavěné v letech 1613 až 1614 mezi domy č. 1 a 2 v Latránu, těsně u Lazebnického mostu, která byla zbořena kolem roku 1835.

### Brány v Radniční ulici
Mezi domem č. 102 v Radniční ulici a domem č. 165 (zbourán v roce 1866) byla postavena věž s Mosteckou bránou (nazývaná též bránou na Lazebnickém mostu). V roce 1816 poškodila vichřice střechu věže, která byla magistrátem opravena až v roce 1820. Vnitřní věžní prostory zůstaly vzhledem ke špatnému stavu neobydleny. Tato vnější brána v Radniční ulici byla zbourána na jaře roku 1860. Mezi domy  č. 100 a č. 123 v Radniční ulici stála věž s vnitřní bránou. Byla vedena jako věž, majetek obce. V prvním patře věže byla obytná místnost, ve druhém půda a nad ní krovy. Klenutý průjezd dosahoval na straně k náměstí 4,5 metru a na straně k Lazebnickému mostu v nejnižších bodech asi 2,9 metru. Široký byl 3,4 metru. Pozůstatkem věže je silná zeď přistavěná ke zdi domu č. 100 ve směru do Radniční ulice a dosahující do výše prvního patra. Věž s bránou byla zbourána v roce 1844.

### Brány v Kájovské ulici
Nejstarší zpráva o existenci vnitřní Kájovské brány pochází z roku 1463. Čtyřpatrová věž byla vysoká asi osmnáct metrů, byt byl v prvním patře. Věž s bránou stála mezi domy č. 169 a č. 62 v Kájovské ulici a na jejich zdech jsou dodnes zachovány její obrysy. Zbourána byla v roce 1842. Vnější brána v Kájovské ulici stála, dle dochovaných pramenů, již v roce 1511. Brána byla v minulosti někdy nazývána Vodní brána. Ve třípatrové věži s vysokou střechou, která měla na všech čtyřech stranách vikýře, nebyly upraveny prostory pro byty a magistrát pronajímal sklepní prostory jako skladiště. Na mostě před věží stála dvoukřídlá dřevěná brána v místech kde končil dům se starým číslem 101 a na druhé straně vedly dolů na ostrůvek s mlýnským náhonem schody. Nevyhovující brána byla zbourána v roce 1860. Mezi oběma kájovskými branami byla jako pozůstatek městského opevnění spojovací zeď sahající do druhého patra vnější věže.

### Horní brána
Na konci Horní ulice byla před rokem 1497 postavena mezi domy č. 152 ( dnes Regionální muzeum v Českém Krumlově) a č. 118 (bývalé jezuitské divadlo) Horní brána, zvaná někdy Horská. Čtyřpatrová věž této brány byla ze všech věží českokrumlovských bran nejvyšší a nebyly v ní obytné prostory. Končila u ní obchodní cesta z jihu a touto bránou vjížděla slavnostně do svého sídelního města českokrumlovská vrchnost. Před branou byl padací most, který byl v roce 1787 nahrazen mostem kamenným a zůstal ve své podobě do současnosti (dnes Most svatého Michala, památka UNESCO). Brána byla z důvodů dopravy zbourána  v roce 1833.

### Brána v Široké ulici
Věž s branou stála mezi domy č. 80 (bývalý městský mlýn na slad) a 89. Věž byla dle pozůstatků na boční zdi domu č. 80 zřejmě jednopatrová a byla majetkem obce. Datum zbourání není doložen.

### Budějovická brána

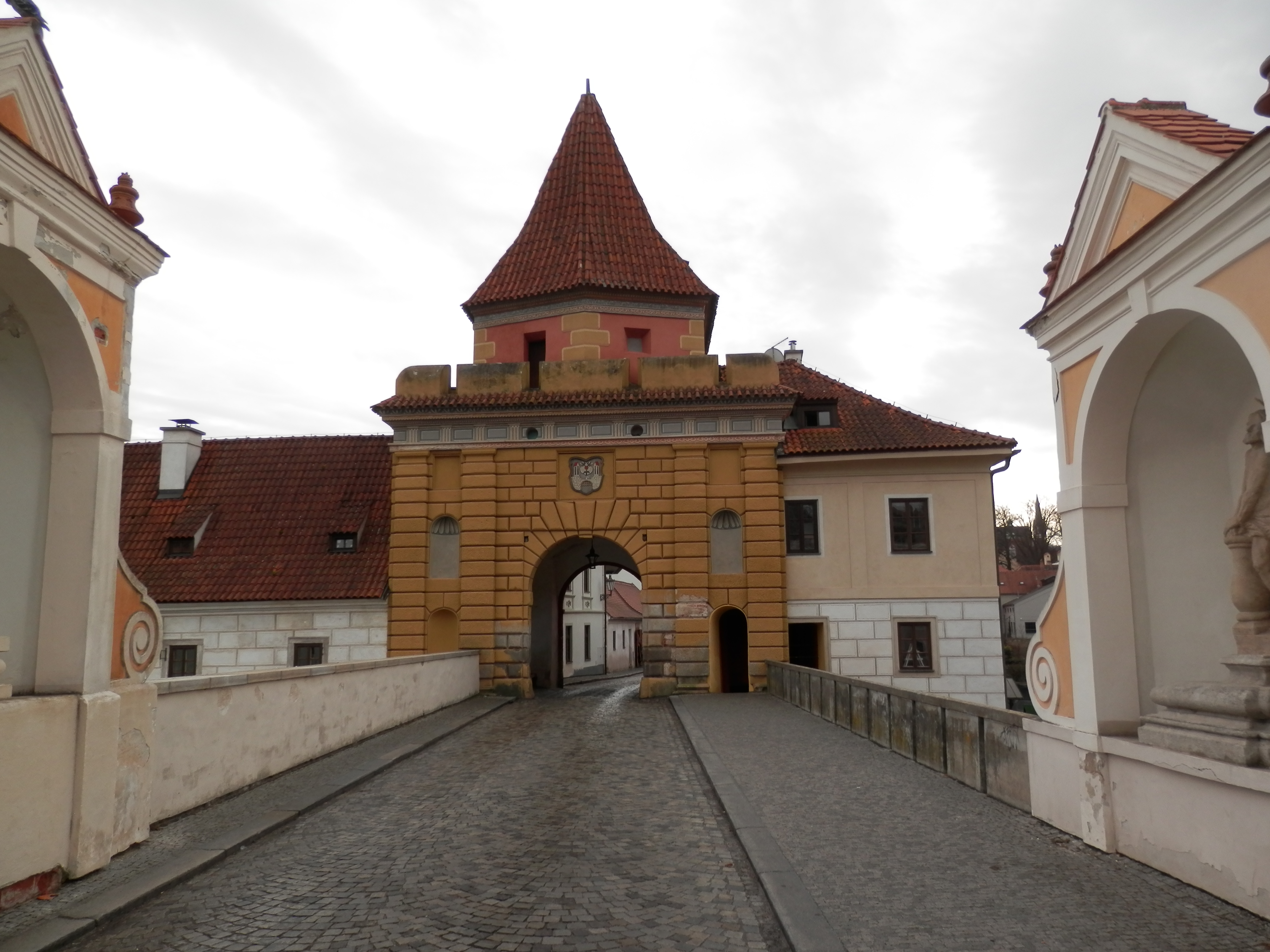
Budějovická brána

Nejmladší z českokrumlovských městských bran, která je  poslední dochovanou částí levobřežní části městského opevnění, byla postavena v letech 1598–1602 českobudějovickým stavitelem italského původu Dominikem Cometta z Eckthurnu na náklady Petra Voka z Rožmberka. Byla posledním článkem městského opevnění před vnější Latránskou branou a postavena je mezi domy č.104 a 105. Určitými stavebními změnami prošla ve 20. století. V roce 1963 byla vyhlášena kulturní památkou.

### Branky
Řadu věžovitých bran doplňovaly dvě branky v latránské čtvrti. Tyto branky, zvané fortny, byly patrně uzavírané pevnými vraty v městské zdi a umožňovaly přístup k vodě. Jedna branka, která vedla k zámeckému rybníku byla mezi domy se současnými čísly 73 a 74. Přístup k Vltavě zajišťovala druhá branka mezi domy s dnešními čísly 21 a 22 a do dneška se tomuto prostoru říká Na Fortně.

### Novoměstská bašta

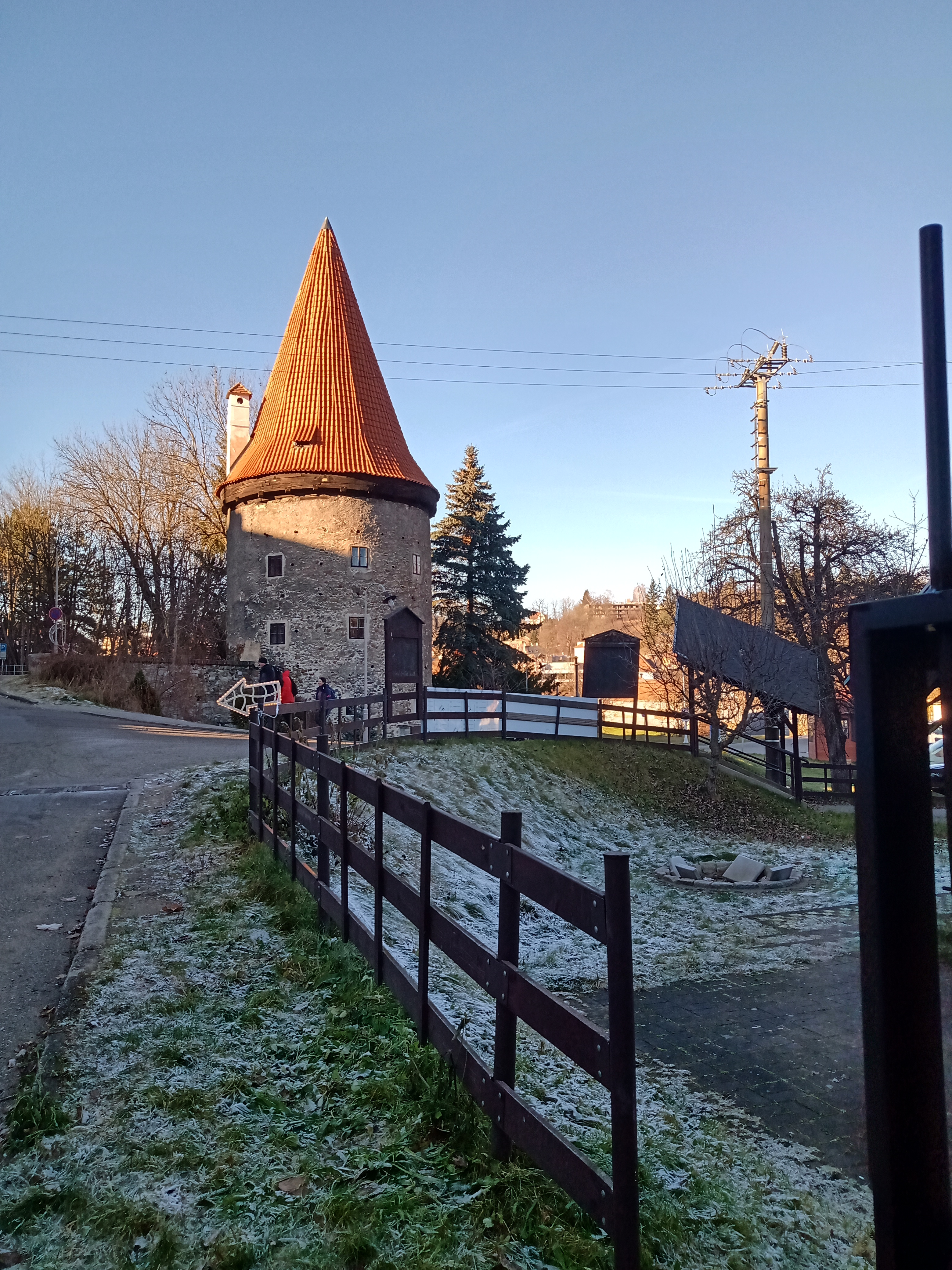
Novoměstská bašta

Další dochovanou a nejvýznamnější součástí opevnění je Novoměstská (Červená) válcová bašta č. 28 v nejvýchodnějším bodě opevnění, která stojí severovýchodně od  panského pivovaru. Bašta stojí v prudkém terénním svahu nad řekou, síla zdiva je 140 centimetrů, vnější průměr půdorysu je 9,6 metru. Na zděnou část nasedá dřevěné roubené polopatro. V prvním a druhém patře se nacházejí dvě střílny. V hradebním opevnění byla baštou nárožní. Vnitřek má čtyři podlaží. Dispozice jednotlivých podlaží odpovídají klasicistní úpravě obytných prostor. Kromě této bašty č. 28 není v levobřežní části opevnění doložena žádná další bašta, nebo podobný prvek.